# 루비 반힐
루비 반힐(Ruby Barnhill, 2004년 7월 ~ )는 잉글랜드의 배우이다.